# Orga (Cipro)
Orga (in greco Όρκα?; in turco Kayalar) è un piccolo villaggio  situato sulla costa settentrionale di Cipro, a circa 3 km a nord di Kormakitis.  È sotto il controllo de facto di Cipro del Nord, dove appartiene al distretto di Girne, mentre de iure appartiene al distretto di Kyrenia della Repubblica di Cipro. Prima del 1974 Orga è sempre stata abitata esclusivamente da greco-ciprioti. La sua popolazione nel 2011 era di 234 abitanti.

## Geografia fisica
Il villaggio, situato sulla costa settentrionale del distretto di Kyrenia, si trova a 11 km a est di Capo Kormakitis e a tre km a nord-est del villaggio di Kormakitis/Koruçam.

## Origini del nome
L'origine del nome è oscura. Jack Goodwin suggerisce che il villaggio potrebbe aver preso il nome dal suo primo abitante, una donna di nome "Orka". L'attuale nome Kayalar è stato adottato dai turco-ciprioti dopo il 1974. Esso significa "Rocce". Il villaggio è relativamente moderno, poiché non se ne fa menzione durante il periodo ottomano.

## Società

### Evoluzione demografica
Nel censimento britannico del 1891, i cristiani costituivano gli unici abitanti del villaggio. Nel censimento del 1921 compaiono brevemente alcuni musulmani, ma probabilmente si trattava di lavoratori stagionali che si trovavano nel villaggio al momento del censimento. Sebbene la popolazione del villaggio sia aumentata costantemente durante la prima metà del XX secolo, in seguito si è registrato un leggero calo, da 182 nel 1946 a 139 nel 1960.
Tutti gli abitanti del villaggio sono stati sfollati nel 1974, quando tra il luglio e l'agosto del 1974 sono fuggiti dall'avanzata dell'esercito turco verso la parte meridionale dell'isola. Attualmente, come il resto dei greco-ciprioti sfollati, i greco-ciprioti di Orga sono sparsi in tutto il sud dell'isola, soprattutto nelle città. Il numero di greco-ciprioti di Orga sfollati nel 1974 è stimato in 100 (98 nel 1973).
Questo villaggio è stato utilizzato per l'insediamento di cittadini turchi provenienti dalla Turchia nel 1975, principalmente dalla regione di Çarşamba, nel nord della Turchia, sulla costa del Mar Nero.  Dalla metà degli anni novanta, anche molti cittadini turco-ciprioti ed europei hanno acquistato proprietà e si sono stabiliti nelle vicinanze del villaggio. È importante notare che Orga era già un luogo popolare per alcuni pensionati britannici negli anni '60 e che la maggior parte di questi ha mantenuto le proprie case nel villaggio dopo la guerra del 1974. Secondo il censimento del 2006, la popolazione del villaggio era di 181 abitanti.